# Ben Rienstra
Ben Rienstra (Alkmaar, 5 juni 1990) is een Nederlands voormalig voetballer die als middenvelder speelde. Hij is de oudere broer van Daan Rienstra.

## Carrière
Rienstra speelde in de jeugd voor Meervogels '31, ADO '20, Ajax en AZ voor hij in 2010 bij Heracles Almelo kwam. Omdat hij na 5 seizoenen AZ de stap moest maken naar de senioren en er geen plek was in de selectie van AZ stapte hij over naar de ploeg uit Almelo. In het seizoen 2010/11 speelde hij twaalf wedstrijden voor het eerste elftal van Heracles. Zijn eenjarig contract werd verlengd tot 2014 en in november 2011 werd hij door Cor Pot voor het eerst opgenomen in de selectie van Jong Oranje. In het seizoen 2011/12 scoorde hij tegen Excelsior na 18 minuten de 1-0 en daarmee zijn eerste doelpunt in de eredivisie. In de zomerstop van 2014 maakte hij de overstap naar PEC Zwolle.
Rienstra tekende in augustus 2015 een contract tot medio 2020 bij AZ, de nummer drie van de Eredivisie in het voorgaande seizoen. In augustus 2018 maakte hij de overstap naar sc Heerenveen. Daar tekende hij een contract tot medio 2021. In augustus 2019 ging Rienstra naar het Turkse Kayserispor.
In januari 2023 tekende hij een contract tot het einde van het seizoen bij SC Cambuur. Rienstra speelde nog een half jaar voor DETO in de Vierde divisie voor hij zijn loopbaan beëindigde.

## Carrièrestatistieken
| Seizoen         | Club            | Competitie      | Competitie | Competitie | Beker | Beker | Internationaal | Internationaal | Overig | Overig | Totaal | Totaal |
| Seizoen         | Club            | Competitie      | Wed.       | Dlp.       | Wed.  | Dlp.  | Wed.           | Dlp.           | Wed.   | Dlp.   | Wed.   | Dlp.   |
| --------------- | --------------- | --------------- | ---------- | ---------- | ----- | ----- | -------------- | -------------- | ------ | ------ | ------ | ------ |
| 2010/11         | Heracles Almelo | Eredivisie      | 12         | 0          | 0     | 0     | 0              | 0              | 1      | 0      | 13     | 0      |
| 2011/12         | Heracles Almelo | Eredivisie      | 31         | 1          | 6     | 0     | 0              | 0              | 0      | 0      | 37     | 1      |
| 2012/13         | Heracles Almelo | Eredivisie      | 32         | 0          | 3     | 0     | 0              | 0              | 0      | 0      | 35     | 0      |
| 2013/14         | Heracles Almelo | Eredivisie      | 32         | 1          | 3     | 0     | 0              | 0              | 0      | 0      | 35     | 1      |
| 2014/15         | PEC Zwolle      | Eredivisie      | 32         | 5          | 6     | 1     | 2              | 0              | 3      | 0      | 43     | 6      |
| 2015/16         | PEC Zwolle      | Eredivisie      | 3          | 1          | 0     | 0     | 0              | 0              | 0      | 0      | 3      | 1      |
| 2015/16         | AZ              | Eredivisie      | 28         | 1          | 5     | 0     | 5              | 0              | 0      | 0      | 38     | 1      |
| 2016/17         | AZ              | Eredivisie      | 22         | 0          | 5     | 0     | 8              | 1              | 1      | 0      | 36     | 1      |
| 2017/18         | → Willem II     | Eredivisie      | 30         | 10         | 5     | 2     | 0              | 0              | 0      | 0      | 35     | 12     |
| 2018/19         | sc Heerenveen   | Eredivisie      | 32         | 4          | 3     | 1     | 0              | 0              | 0      | 0      | 35     | 5      |
| 2019/20         | Kayserispor     | Süper Lig       | 26         | 0          | 3     | 0     | 0              | 0              | 0      | 0      | 29     | 0      |
| 2020/21         | Fortuna Sittard | Eredivisie      | 30         | 3          | 1     | 0     | 0              | 0              | 0      | 0      | 31     | 3      |
| 2021/22         | Fortuna Sittard | Eredivisie      | 28         | 2          | 1     | 0     | 0              | 0              | 0      | 0      | 29     | 2      |
| 2022/23         | SC Cambuur      | Eredivisie      | 4          | 0          | 0     | 0     | 0              | 0              | 0      | 0      | 4      | 0      |
| Carrière totaal | Carrière totaal | Carrière totaal | 342        | 28         | 41    | 4     | 15             | 1              | 5      | 0      | 403    | 33     |

## Interlandcarrière
Nederlands Beloftenelftal
Op 29 februari 2012 debuteerde Rienstra voor het Nederlands Beloftenelftal in een vriendschappelijke wedstrijd tegen Denemarken –20 (3 – 0 winst).
| Interlands van Ben Rienstra    | Interlands van Ben Rienstra    | Interlands van Ben Rienstra    | Interlands van Ben Rienstra    | Interlands van Ben Rienstra    | Interlands van Ben Rienstra    |
| №                              | Datum                          | Wedstrijd                      | Uitslag                        | Soort Wedstrijd                | Doelpunten                     |
| Als speler bij Heracles Almelo | Als speler bij Heracles Almelo | Als speler bij Heracles Almelo | Als speler bij Heracles Almelo | Als speler bij Heracles Almelo | Als speler bij Heracles Almelo |
| ------------------------------ | ------------------------------ | ------------------------------ | ------------------------------ | ------------------------------ | ------------------------------ |
| 1.                             | 29 februari 2012               | Nederland – Denemarken         | 3 – 0                          | Vriendschappelijk              | 0                              |
| 2.                             | 23 mei 2012                    | Egypte – Nederland             | 0 – 3                          | Vriendschappelijk              | 0                              |
| 3.                             | 25 mei 2012                    | Japan – Nederland              | 3 – 2                          | Vriendschappelijk              | 0                              |
| 4.                             | 30 mei 2012                    | Nederland – Mexico             | 2 – 4                          | Vriendschappelijk              | 0                              |
| 5.                             | 1 juni 2012                    | Frankrijk – Nederland          | 2 – 3                          | Vriendschappelijk              | 0                              |

Nederland –15
Op 30 november 2004 debuteerde Rienstra voor het Nederlands voetbalelftal onder 15, in een vriendschappelijke wedstrijd tegen Ierland –15 (5-3 winst).
| Interlands van Ben Rienstra | Interlands van Ben Rienstra | Interlands van Ben Rienstra | Interlands van Ben Rienstra | Interlands van Ben Rienstra | Interlands van Ben Rienstra |
| №                           | Datum                       | Wedstrijd                   | Uitslag                     | Soort Wedstrijd             | Doelpunten                  |
| Als speler bij Ajax         | Als speler bij Ajax         | Als speler bij Ajax         | Als speler bij Ajax         | Als speler bij Ajax         | Als speler bij Ajax         |
| --------------------------- | --------------------------- | --------------------------- | --------------------------- | --------------------------- | --------------------------- |
| 1.                          | 30 november 2004            | Ierland – Nederland         | 3 – 5                       | Vriendschappelijk           | 0                           |
| 2.                          | 2 december 2004             | Ierland – Nederland         | 0 – 1                       | Vriendschappelijk           | 0                           |

## Erelijst
PEC Zwolle
| Competitie           | Winnaar | Winnaar | Runner-up | Runner-up |
| Competitie           | Aantal  | Jaren   | Aantal    | Jaren     |
| -------------------- | ------- | ------- | --------- | --------- |
| Nationaal            |         |         |           |           |
| Johan Cruijff Schaal | 1x      | 2014    |           |           |
| KNVB Beker           |         |         | 1x        | 2014/15   |